# Charkowski Zakład Lotniczy

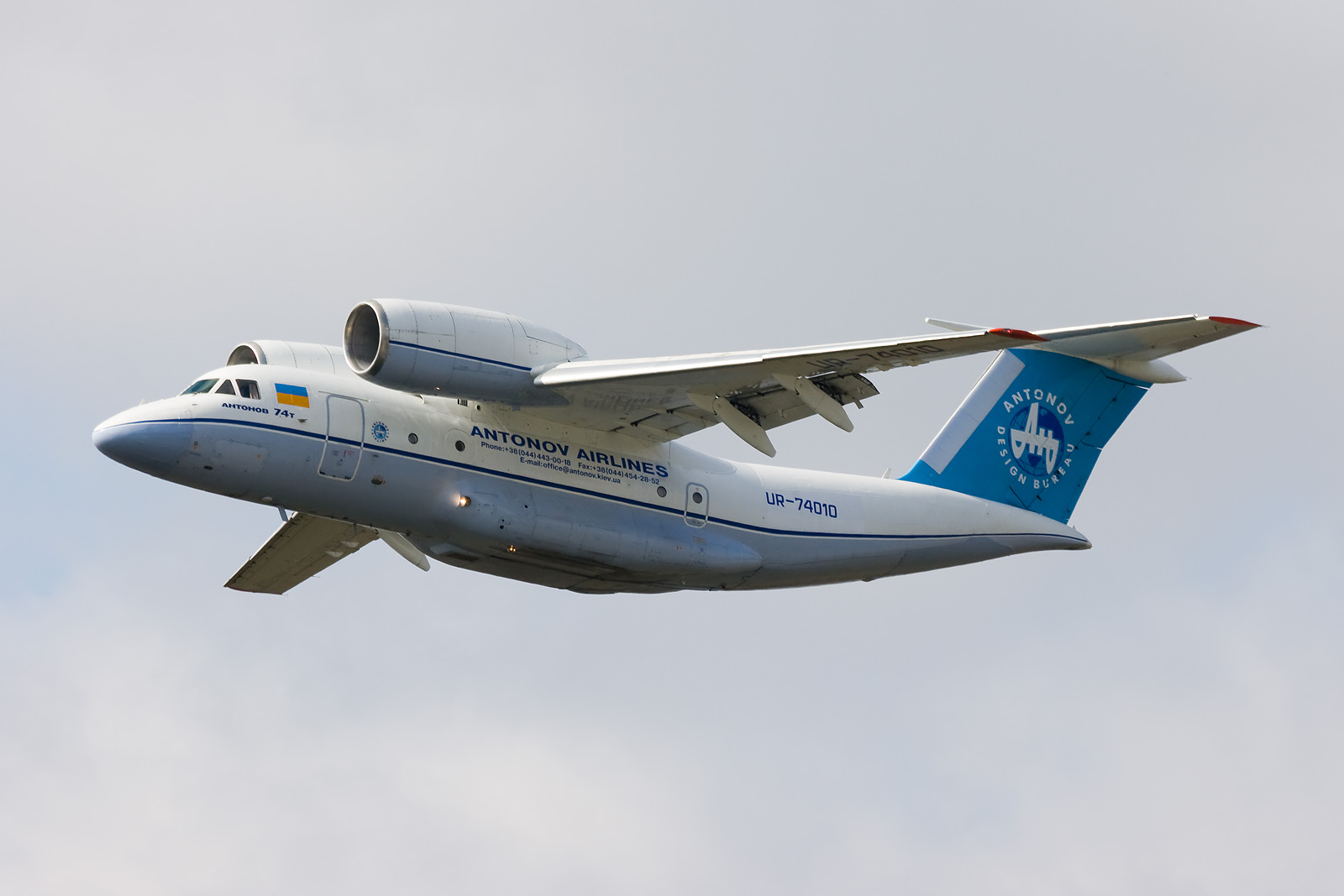
Samolot An-74

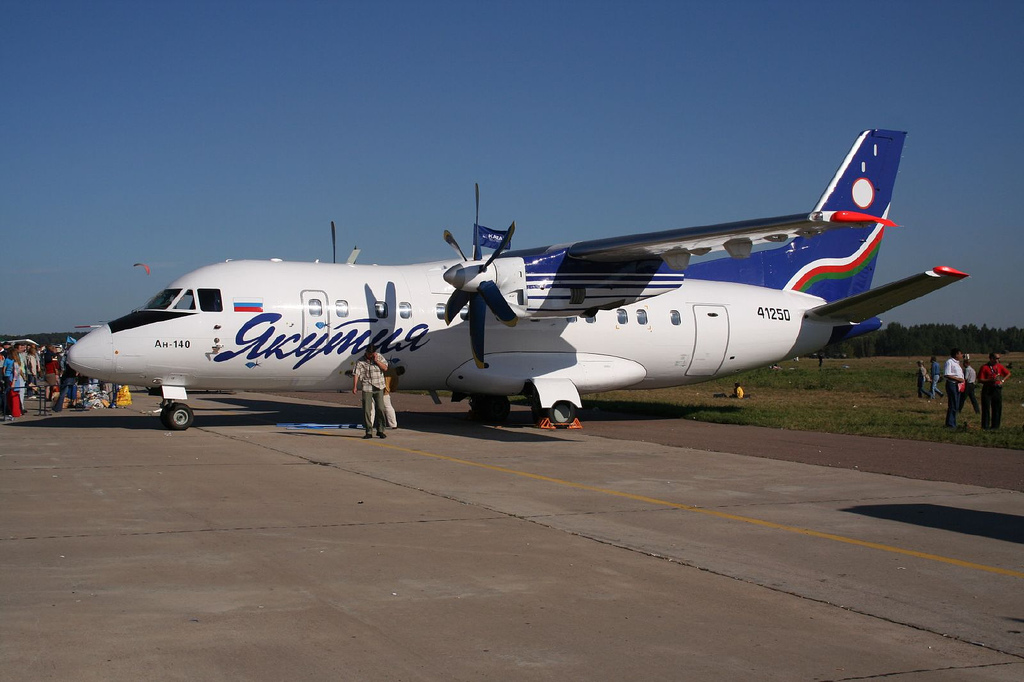
Samolot An-140

Charkowski Zakład Lotniczy (ukr. Ха́рківське держа́вне авіаці́йне виробни́че підприємс́тво, ros. Харьковское государственное авиационное производственное предприятие) – największe ukraińskie przedsiębiorstwo lotnicze z siedzibą w Charkowie. Do 1992 roku zaliczało się do największych przedsiębiorstw lotniczych ZSRR. Zakłady znajdują się w pobliżu Portu lotniczego Charków-Północ, na którym odbywają się obloty wyprodukowanych samolotów.

## Historia[1]
Przedsiębiorstwo powstało w 1926 roku, w późniejszym czasie otrzymało numer 135. Przez kilkadziesiąt lat swojej działalności zakłady produkowały samoloty pasażerskie, transportowe, bojowe oraz pociski rakietowe. Od ponad dwudziestu lat przedsiębiorstwo jest związane z Biurem Konstrukcyjnym Antonowa i obecnie produkuje samoloty transportowe i pasażerskie jego konstrukcji.

## Produkcja
- Ciężki samolot bombowy i pasażerski K-7, (1933)
- Myśliwiec I-Z (1934-1935)
- Myśliwiec IP-1 (1936-1937)
- Samolot zwiadowczy ChAI-5 (1936-1940)
- Samolot szturmowy i rozpoznawczy Su-2 (1939-1944)
- Myśliwiec Su-1, (1940)
- Bombowiec Su-3, (1940)
- Myśliwiec Jak-9 (1940-?)
- Samolot szkolno-bojowy Jak-18 (1946-1949)
- Samolot myśliwski MiG-15UTI (1950-1954)
- Turboodrzutowy samolot pasażerski Tu-104 (1955-1959)
- Turboodrzutowy samolot pasażerski Tu-134 (1963-1985)
- Bezzałogowy samolot rozpoznawczy Tu-141 (1977-1992)
- Pocisk manewrujący Raduga Ch-55 (1980-1991)
- Taktyczny samolot wczesnego ostrzegania An-71 (1980-?)
- Samolot transportowy An-72 (1985- ?)
- Samolot pasażerski An-74 (1983- nadal)
- Samolot pasażerski An-140 (1999-nadal)